# Despoina (geslacht)
Despoina is een geslacht van rechtvleugeligen uit de familie sabelsprinkhanen (Tettigoniidae). De wetenschappelijke naam van dit geslacht is voor het eerst geldig gepubliceerd in 1895 door Brunner von Wattenwyl.

## Soorten
Het geslacht Despoina omvat de volgende soorten:
- Despoina spinosa Brunner von Wattenwyl, 1895
- Despoina superba Brunner von Wattenwyl, 1895